# Mar do Sertão
Mar do Sertão é uma telenovela brasileira produzida pela TV Globo e exibida de 22 de agosto de 2022 a 17 de março de 2023, em 178 capítulos. Substituindo Além da Ilusão e sendo substituída por Amor Perfeito, foi a 97.ª "novela das seis" transmitida pela emissora.
Teve a autoria de Mário Teixeira, com colaboração de Marcos Lazarini, Cláudia Gomes, Dino Cantelli e Carolina Santos, tem direção de Bernardo Sá, Mariana Duarte, Natália Warth e Rogério Sagui, sob a direção geral de Pedro Brenelli e direção artística de Allan Fiterman.
Contou com as atuações de Isadora Cruz, Sérgio Guizé, Renato Góes, Eli Ferreira, Giovana Cordeiro, Débora Bloch, José de Abreu, Caio Blat e Enrique Díaz nos papéis principais.

## Enredo
A pequena cidade de Canta Pedra, no Nordeste brasileiro, é um lugar que, segundo contam, já foi mar e virou sertão. É nesse ambiente que se desenrola o triângulo amoroso vivido por Candoca (Isadora Cruz), seu grande amor Zé Paulino (Sergio Guizé) e Tertulinho (Renato Góes). Também está em foco o poder dos coronéis, principalmente se nas mãos deles estiver o bem mais precioso da região: a água.
Candoca e Zé Paulino estão noivos. O problema é que o coronel Tertúlio (José de Abreu), dono da Fazenda Palmeiral, dá ordem para que Zé Paulino leve um cavalo até uma outra cidade justamente na data em que a cerimônia está marcada. Enquanto isso, Tertulinho, filho do coronel, retorna a Canta Pedra depois de uma longa temporada na capital.
Ao reencontrar Candoca, o encantamento de Tertulinho é imediato. Mesmo quando fica sabendo que ela é noiva de Zé Paulino, Tertulinho ainda tenta dar suas investidas. É aí que o destino vai agir. O coronel Tertúlio avisa que o filho deve acompanhar Zé Paulino, mas uma forte chuva durante a viagem provoca um acidente: Tertulinho consegue se salvar, enquanto Zé Paulino é dado como morto.
Quando dez anos se passam e Zé Paulino retorna mais vivo do que nunca a Canta Pedra, a vida de todos os moradores da pacata cidade é afetada, principalmente a de Candoca, que casou-se com Tertulinho. Os dois ficam entre o dilema de viver o que sentem ou deixar que a mágoa fale mais alto. Zé Paulino ainda deseja fazer justiça e mudar a configuração de poder da região.
Quem também tem o destino transformado pela volta de Zé Paulino é Timbó (Enrique Díaz). Sobrevivente da seca e da vida agreste que o povo da região está condenado há gerações, ele enfrenta todas as dificuldades levando a vida com bom humor, criatividade e um pouco de malandragem. Até que o retorno do amigo que ele acreditava estar morto muda esse cenário.

## Elenco
| Intérprete          | Personagem                                                     |
| ------------------- | -------------------------------------------------------------- |
| Isadora Cruz        | Maria Cândida Madeira Aguiar (Candoca)                         |
| Sergio Guizé        | José Paulino Ribeirão Aguiar Mendes (Zé Paulino / José Mendes) |
| Renato Góes         | Tertúlio Aguiar Filho (Tertulinho)                             |
| Giovana Cordeiro    | Xaviera Buckminster                                            |
| Débora Bloch        | Deodora Montijo Aguiar                                         |
| José de Abreu       | Coronel Tertúlio Aguiar                                        |
| Caio Blat           | Cícero Evangelista da Silva (Pajeú)                            |
| Enrique Díaz        | Francisco Itamar Miroel Timbó (Timbó)                          |
| Clarissa Pinheiro   | Teresa Evangelista Timbó                                       |
| Welder Rodrigues    | Prefeito Sebastião Bodó Vindouro Menezes (Sabá Bodó)           |
| Thardelly Lima      | Laércio Oliveira Limeira (Vespertino)                          |
| Theresa Fonseca     | Maria Labibe Attar Ib'n El Chaddad (Labibe)                    |
| Pedro Lamin         | Maruan Mohamed El Chaddad                                      |
| Mariana Sena        | Maria Lorena Gusmão                                            |
| Odilon Esteves      | Firmino Queiroz                                                |
| Gabriel Godoy       | Dr. Márcio Castro                                              |
| Eli Ferreira        | Laura Pinho                                                    |
| Leandro Daniel      | Delegado Floro Borromeu                                        |
| César Ferrario      | Zahym Attar                                                    |
| Quitéria Kelly      | Latifa Attar                                                   |
| Titina Medeiros     | Nivalda Menezes                                                |
| Érico Brás          | Eudoro Aparecido (Eudoro Cidão)                                |
| Nanego Lira         | Padre Zezo Gusmão                                              |
| Ana Miranda         | Ismênia                                                        |
| Heloísa Jorge       | Pastora Dagmar Muricy                                          |
| Matteus Cardoso     | Joel Leiteiro                                                  |
| Giovanna Figueiredo | Jessilaine Menezes                                             |
| Ju Colombo          | Quintilha das Chagas                                           |
| Jade Sassará        | Aleluia                                                        |
| Lucas Galvino       | Francisco Itamar Miroel Timbó Filho (Mirinho)                  |
| Sara Vidal          | Rosa Míriam Evangelista Timbó (Rosinha)                        |
| Felipe Velozo       | Tomás Carvalhal                                                |
| Déo Garcez          | Catão Adalgésio                                                |
| Cosme dos Santos    | João das Cruzes (Janjão)                                       |
| Bruno Dubeux        | Dr. Sávio Umuarão (Savinho)                                    |
| Ana Mangeth         | Dona Escolástica                                               |
| Hugo Germano        | Sargento Venâncio                                              |
| Lukete              | Palmito Repentista                                             |
| Juzé                | Totonho Repentista                                             |
| Enzo Diniz          | Manduca                                                        |
| Miguel Venerabile   | Joca Timbó                                                     |
| Theo Matos          | Cirino                                                         |

### Participações especiais
| Intérprete        | Personagem                      |
| ----------------- | ------------------------------- |
| Júlia Lemmertz    | Notória Alva                    |
| Cyria Coentro     | Maria Domitila Madeira (Dodôca) |
| Olívia Araújo     | Nossa Senhora Aparecida         |
| Marcelo Adnet     | Noé Dantas / Xareu Caxeiro      |
| Wilson Rabelo     | Daomé Ribeirão Mendes           |
| Everaldo Pontes   | Adamastor Andrada               |
| Marcelo Mello Jr. | Vanclei                         |
| Gillray Coutinho  | Sheik Omar Chaddad              |
| Adriana Londoño   | Khajida Chaddad                 |
| Kelner Macêdo     | Rafael                          |
| Bruno Ibañez      | Kaled Zafir                     |
| Jaedson Bahia     | Língua de Sogra                 |
| Ana Paula Botelho | Carpideira                      |

## Produção
Em junho de 2021, Mário Teixeira apresentou para a direção da TV Globo os primeiros capítulos da novela, em que foram aprovados e logo em seguida entrou para a fila das 18h, porém ainda sem nome definido. Em agosto foi decidido que a história seria ambientada no Sertão e que o diretor seria Vinícius Coimbra, que trabalhou com o autor em Liberdade, Liberdade (2016). Em outubro, a novela ganha o título provisório de Mar do Sertão. Sua estreia foi marcada para 22 de agosto de 2022, e tinha a previsão de ter 167 capítulos, mas devido a boa repercussão de audiência aumentou para 179 capítulos. Inicialmente Vinícius Coimbra seria o diretor artístico  da novela, mas foi afastado da produção após denúncias de racismo relatadas nos bastidores de Nos Tempos do Imperador, sendo substituído por Allan Fiterman. Coimbra acabou demitido da emissora pouco tempo depois.

### Gravações

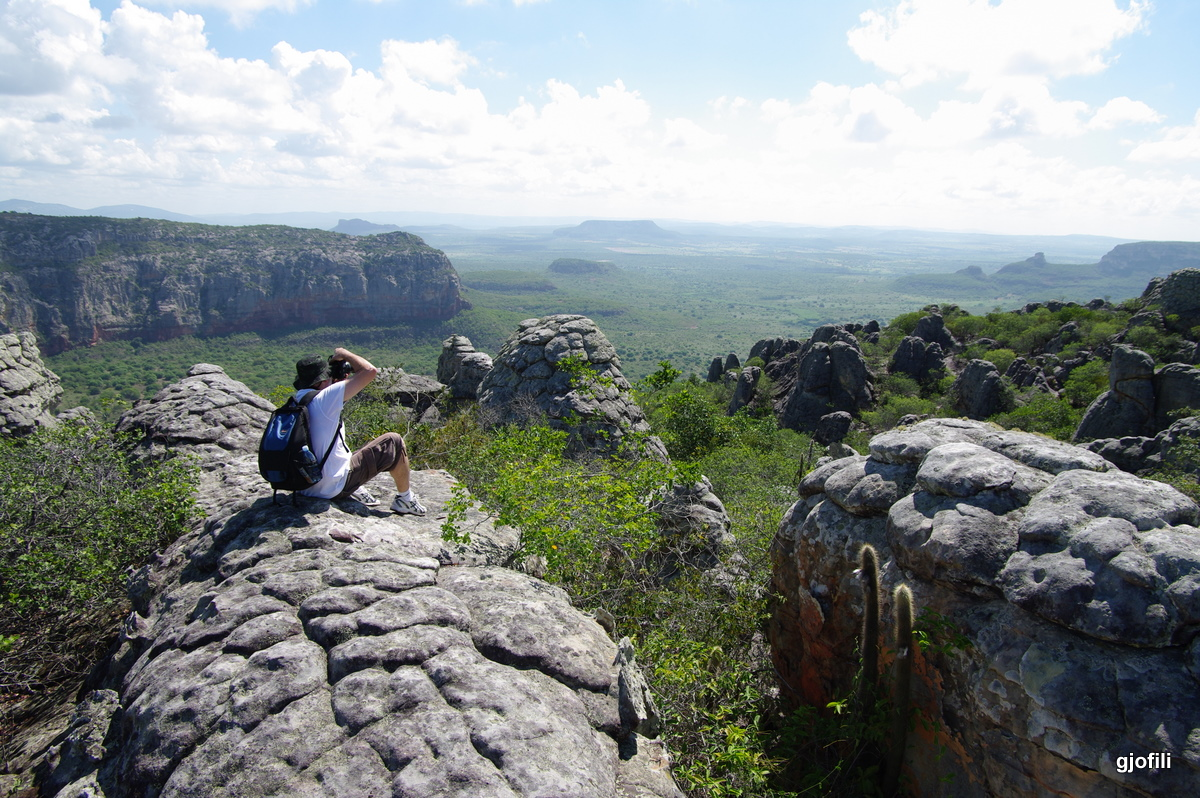
Parque Nacional do Catimbau, em Pernambuco, onde foram gravadas as cenas iniciais da novela.

A novela começou a ser gravada em 30 de maio de 2022. Os protagonistas Isadora Cruz, Renato Góes e Sergio Guizé viajaram para o Parque Nacional do Catimbau em Pernambuco e para Piranhas em Alagoas, locais escolhidos para as cenas externas do folhetim.

### Escolha do elenco
A ideia da direção era escolher uma atriz desconhecida do público para interpretar a protagonista Candoca. Após testes com várias atrizes, a paraibana Isadora Cruz foi a escolhida. Chay Suede foi o primeiro cotado para viver Zé Paulino, sendo substituído por Rômulo Estrela, que também deixou a produção para interpretar um dos protagonistas de Travessia. Sergio Guizé, então, assumiu o papel. Michel Gomes viveria Tomás e foi substituído por Felipe Velozo. Jéssica Ellen entrou no lugar de Luisa Arraes e interpretaria Xaviera, porém ficou grávida e em seu lugar entrou Giovana Cordeiro.
Cláudia Abreu foi convidada para interpretar Dodôca, a mãe da protagonista Candoca, porém a atriz recusou o convite e Cyria Coentro foi escalada para o papel. A produção desejou contar com Wagner Moura vivendo um dos papéis de destaque na história, mas as negociações não foram adiante. Eliane Giardini chegou a ser cotada para interpretar a vilã Deodora, mas com a mudança de direção a personagem foi assumida por Débora Bloch. Renan Monteiro foi escalado para viver Maruan, mas com a mudança de direção o ator foi substituído por Pedro Lamin.

## Exibição
O capítulo 112, do dia 29 de dezembro de 2022, não foi exibido em virtude da cobertura da TV Globo pela morte do atleta Pelé.

### Divulgação
O primeiro teaser da novela foi exibido na programação no dia 20 de julho de 2022. E como forma de promover a estreia da trama, a emissora exibiu, no dia 19 de agosto de 2022, uma edição especial do Globo Repórter, que mostrou os bastidores das gravações da novela em Pernambuco e Alagoas.

## Música
Compõem a trilha sonora de Mar do Sertão as seguintes canções:
- "Sobradinho", Chico César (tema de abertura)
- "Boca em Brasa", Simone (tema de Candoca e Zé Paulino)
- "Pelejei", Marina Sena (tema de Xaviera)
- "Tuareg", Gal Costa
- "Deus Me Proteja", Juliette Freire (tema geral)
- "Carcará", Barbatuques (tema de Pajeú)
- "Xote das Meninas", Trio Mana Flor
- "Bicho de Sete Cabeças II", Geraldo Azevedo e Elba Ramalho (tema de Deodora e Coronel Tertúlio)
- "Xique Xique", Tom Zé
- "Baion", Azdi (part. Tânia Grinberg, Itamar Pereira, Leonardo Padovani, Rafael Mota, Daniel Tauszig e Diogo Carvalho)
- "Asa Branca", Ricardo Leão e Daniel Tauszig (tema geral)
- "Bombinha", Juliana Linhares (tema de Candoca)
- "Grande Poder", Comadre Fulozinha (tema geral)
- "Tá?", Mariana Aydar
- "Costura", Antônia Morais
- "Flor de Laranjeira", Beraderos
- "Enquanto Engoma a Calça", Ednardo
- "White Wings", David Byrne e Forro in the Dark
- "Pela Internet", Gilberto Gil
- "De Dar Dó", DJ Dolores e Isaar França (tema de Cira)

## Recepção

#### Audiência
Na sua estreia, cravou 20,7 pontos com picos de 23,1 pontos, segundo dados consolidados do Kantar IBOPE Media, referentes a Região Metropolitana de São Paulo. O índice é 2,6 pontos superior a média da estreia de sua antecessora. No segundo capítulo, a trama obteve 21 pontos. O quarto capítulo obteve recorde de 21,1 pontos.
Seguindo em curva crescente, a novela arrematou recordes como no dia 6 de setembro de 2022, quando cravou 21,5 pontos. No dia seguinte, 7 de setembro de 2022, feriado nacional da Independência do Brasil, a telenovela consolidou 22,1 pontos. Em 3 de outubro de 2022, a novela registra mais um novo recorde, de 22,6 pontos. Bateu recorde negativo de audiência no dia 29 de outubro de 2022, um sábado, quando registrou 15 pontos, além de ficar por alguns minutos na vice-liderança, tendo como motivo a forte concorrência contra a Final da Copa Libertadores da América de 2022. Índice este que foi superado no dia 24 de dezembro de 2022, dia da Véspera de Natal, que também caiu em um sábado, e acabou registrando 14,5 pontos. No dia 31, dia da Véspera de Ano Novo e que foi num sábado, registrou 13,4 pontos.
Bateu novo recorde no dia 24 de novembro de 2022, quando registrou 26 pontos. Essa audiência foi impulsionada pela transmissão de um dos jogos da Copa do Mundo FIFA de 2022 em que a seleção brasileira jogou contra a Sérvia, ganhando a partida. A trama inclusive superou até mesmo a novela das nove, no caso Travessia, que registrou pífios 22,9 pontos nesse dia. No dia 5 de dezembro de 2022, alcançou incríveis 27,5 pontos de média, seu novo recorde até então. A trama neste dia superou novamente a novela das nove, Travessia, que marcou apenas 24,6 pontos.
Ao longo de sua exibição, oscilava com médias entre 19 e 21 pontos e em algumas ocasiões, registrava 22 e 23 pontos em dias de share alto, apresentando um desempenho satisfatório entre os textos inéditos. O último capítulo registrou 19,4 pontos e 16,9 pontos na reapresentação. Fechou com a média geral de 19,2 pontos, mantendo os bons números deixados pela sua antecessora.

## No Rancho Fundo
Em agosto de 2023, a TV Globo decidiu antecipar o texto de Mário Teixeira, que estava previsto para o segundo semestre de 2024, após o cancelamento de O País de Alice, que seria produzida por Lícia Manzo. O texto chegou a ser tratado como uma suposta continuação de Mar do Sertão após ser anunciado que vários personagens seriam reaproveitados na próxima trama.
Apesar das suspeitas, a trama na verdade é um epílogo do texto de 2022, uma vez que os personagens anunciados para participarem da novela assumiriam funções diferentes, já que a novela se passa tempos após a morte de Tertulinho (Renato Góes). A novela das seis estreou em 15 de abril de 2024.